# Manfred Bischoff
Manfred Bischoff (Freudenstadt, 25 de abril de 1968) é um engenheiro civil alemão, professor de análise estrutural da Universidade de Stuttgart.

## Formação e carreira
Bischoff estudou engenharia civil após o abitur no Kepler-Gymnasium em Freudenstadt e serviço militar de 1988 a 1993 na Universidade de Stuttgart, foi a partir de 1993 wissenschaftlicher Mitarbeiter no Institut für Baustatik e obteve um doutorado em 1999, orientado por Ekkehard Ramm, com a tese Theorie und Numerik einer dreidimensionalen Schalenformulierung. No pós-doutorado esteve na Universidade da Califórnia em Berkeley. A partir de 2006 foi professor e diretor do Institut für Baustatik und Baudynamik (IBB) da Universidade de Stuttgart, sucessor de Ekkehard Ramm.

## Publicações selecionadas
- com E. Ramm, M. Braun: Higher order nonlinear shell formulations–a step back into three dimensions, in: From Finite Elements to the Troll Platform, Dept. of Structural Engineering, Norwegian Institute of Technology, Trondheim 1994
- com M. Braun, E. Ramm: Nonlinear shell formulations for complete three-dimensional constitutive laws including composites and laminates, Computational Mechanics, Volume 15, 1994, p. 1–18
- com E. Ramm: Shear deformable shell elements for large strains and rotations, International Journal for Numerical Methods in Engineering, Volume 40, 1997, p. 4427–4449
- Theorie und Numerik einer dreidimensionalen Schalenformulierung, Bericht Nr. 30, Institut für Baustatik, Universität Stuttgart, 1999 (=Dissertation)
- com D. P. Mok, W. A. Wall, E.Ramm: Algorithmic aspects of deformation dependent loads in non-linear static finite element analysis, Engineering Computations, Volume 16, 1999, p. 601–618
- com E. Ramm, D. Braess: A class of equivalent enhanced assumed strain and hybrid stress finite elements, Computational Mechanics, Volume 22, 1999, p. 443–449
- com E. Ramm: On the physical significance of higher order kinematic and static variables in a three-dimensional shell formulation, International Journal of Solids and Structures, Volume 37, 2000, p. 6933–6960
- com K.-U. Bletzinger, E. Ramm: A unified approach for shear-locking-free triangular and rectangular shell finite elements, Computers & Structures, Volume 75, 2000, p. 321–334
- com W. A. Wall, E. Ramm: A deformation dependent stabilization technique, exemplified by EAS elements at large strains, Computer Methods in Applied Mechanics and Engineering, Volume 188, 2000, p. 859–871
- com K.-U. Bletzinger: Stabilized DSG plate and shell elements, in: Trends in computational structural mechanics, 2001
- com F. Koschnick, N. Camprubi, K.-U. Bletzinger: The discrete strain gap method and membrane locking, Computer Methods in Applied Mechanics and Engineering, Volume 194, 2005, p. 2444–2463
- com R. Echter: Numerical efficiency, locking and unlocking of NURBS finite elements, Computer Methods in Applied Mechanics and Engineering, Volume 199, 2010, p. 374–382
- com T.Cichosz: Consistent treatment of boundaries with mortar contact formulations using dual Lagrange multipliers, Computer Methods in Applied Mechanics and Engineering, Volume 200, 2011, p. 1317–1332
- com A. Tkachuk: Variational methods for selective mass scaling, Computational Mechanics, Volume 52, 2013, p. 563–570
- com M. E. Matzen, T. Cichosz: A point to segment contact formulation for isogeometric, NURBS based finite elements, Computer Methods in Applied Mechanics and Engineering, Volume 255, 2013, p. 27–39
- com R. Echter, B. Oesterle: A hierarchic family of isogeometric shell finite elements, Computer Methods in Applied Mechanics and Engineering, Volume 254, 2013, p. 170–180
- com B. Oesterle, E. Ramm: A shear deformable, rotation-free isogeometric shell formulation, Computer Methods in Applied Mechanics and Engineering, Volume 307, 2016, p. 235–255
- com E. Ramm, J. Irslinger: Models and finite elements for thin-walled structures, ion: Encyclopedia of Computational Mechanics, 2. Edição, 2018, p. 1–86